# Vespa 400

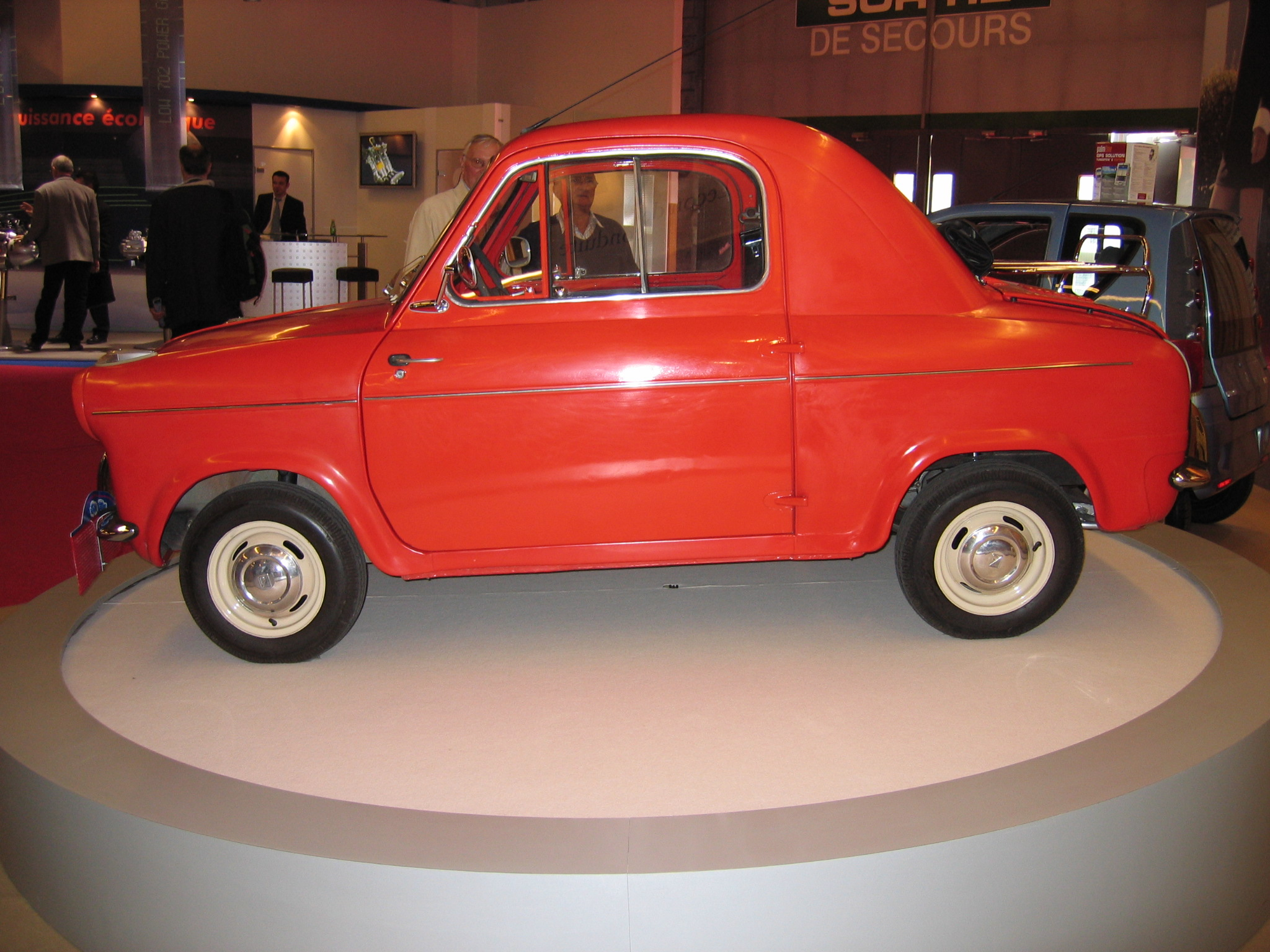
Vespa 400 op de Piaggio-stand van het Parijse autosalon van 2004

De Vespa 400 was een dwergauto die door Piaggio was ontworpen. Omdat men in Italië te veel concurrentie verwachtte van de Fiat 500 besloot men bij ACMA in Frankrijk de, wat uiteindelijk bleek, enige personenauto van het merk Vespa te bouwen. Ofschoon het motorfietsenmerk Vespa wel degelijk Italiaans is, is de auto die door het bedrijf op de markt werd gebracht Frans. Er zijn 34.000 400's gemaakt, en dat tussen 1957 en 1961.
Tot op de dag van vandaag worden er nog steeds voertuigen gemaakt onder de naam Vespacar. Dit zijn echter geen auto's maar driewielige tweetakt scootermobielen.